# Lamotte-Picquet (incrociatore)
Il Lamotte-Picquet o La Motte-Picquet fu un incrociatore leggero della Marine nationale francese, seconda unità della classe Duguay-Trouin ed entrato in servizio nell'ottobre 1926.
Dislocato in Indocina francese al momento dell'inizio della seconda guerra mondiale, l'incrociatore servì nel corso del conflitto nelle acque dell'Estremo Oriente, prendendo parte in particolare alla guerra franco-thailandese nel corso della quale si distinse nella battaglia di Koh Chang; l'isolamento dalla madrepatria comportò una sua sostanziale inattività a partire dalla fine del 1942, e l'incrociatore fu infine affondato il 12 gennaio 1945 nel porto di Saigon nel corso di un'incursione aeronavale da parte di portaerei statunitensi

## Storia

### Il periodo interbellico
Ordinata con la legge navale del 18 aprile 1922, la nave venne impostata il 17 gennaio 1923 nei cantieri dell'arsenale navale di Lorient e varata il 21 marzo 1924 con il nome di Lamotte-Picquet in onore di Toussaint-Guillaume Picquet de la Motte, ammiraglio francese del XVIII secolo; la nave entrò quindi in servizio il 1º ottobre 1926 dopo estese prove in mare, anche se dovette svolgere ancora alcuni lavori in cantiere prima di poter raggiungere Brest l'11 novembre dove assunse l'incarico di nave ammiraglia della 3ème Division légère in coppia con le altre due unità della sua classe (Duguay-Trouin e Primauguet). Già il 25 novembre il Lamotte-Picquet, accompagnato dal Duguay-Trouin, compì una crociera addestrativa nell'oceano Atlantico spingendosi a visitare i porti di Dakar, Conakry, Las Palmas de Gran Canaria e Casablanca prima di rientrare a Lorient il 24 dicembre, dove furono ultimati gli ultimi ritocchi.
Il 29 marzo 1927, durante un'uscita dal porto di Lorient in condizioni di mare mosso, l'incrociatore subì alcuni danni non gravi per una collisione con il rimorchiatore Renne; il 28 maggio seguente il Lamotte-Picquet, in coppia con il Duguay-Trouin e sei tra cacciatorpediniere e torpediniere, scortò il presidente francese Gaston Doumergue a Portsmouth durante una visita di stato nel Regno Unito. Rientrato dall'Inghilterra il 4 giugno, l'incrociatore salpò il 9 giugno seguente in coppia con il cacciatorpediniere Jaguar per compiere una crociera in direzione dell'America meridionale, visitando le colonie francesi nelle Antille e toccando i porti di Rio de Janeiro, Buenos Aires e Montevideo prima di rientrare a Tolone il 23 settembre via Madeira e Tangeri. Dopo lavori di revisione, il 20 ottobre l'incrociatore fu inviato nelle acque greche per rappresentare la Francia alle celebrazioni per l'anniversario della battaglia di Navarino, mentre il 6 novembre raggiunse Sciacca in Sicilia per l'inaugurazione di un monumento alle vittime del dirigibile francese Dixmude qui precipitato il 21 dicembre 1923. Dopo uno scalo a Tangeri, l'incrociatore diresse infine su Lorient il 18 novembre per nuovi lavori in cantiere protrattisi fino all'8 giugno 1928.
Dislocato definitivamente a Tolone in forza alla flotta del Mediterraneo, il Lamotte-Picquet compì varie sortite di esercitazione nelle acque del bacino e visite di rappresentanza nei porti della regione; dal 17 gennaio 1930 l'incrociatore fu impegnato in una nuova crociera in Atlantico, dirigendo prima sulle Antille e la Guyana francese per poi fare scalo nei porti africani di Conakry, Douala, Libreville e Pointe-Noire prima di rientrare ad Algeri il 29 aprile per partecipare alle celebrazioni del centenario della conquista francese della città. Il 19 agosto due esplosioni a bordo causate da un incidente nella mensa ufficiali provocarono la morte di un uomo e il ferimento di altri due. Dopo altre attività di routine nel Mediterraneo, il 24 luglio 1932 il Lamotte-Picquet fu ritrasferito a Brest in servizio con la flotta del Nord, svolgendo nuovamente visite ed esercitazioni nelle acque della regione. Dopo nuovi lavori di ammodernamento, il 2 novembre 1935 l'incrociatore salpò da Brest per andare a rilevare il pari classe Primauguet come nave ammiraglia per le forze navali dislocate nell'Indocina francese.
Dopo un viaggio via Mediterraneo, Canale di Suez, Colombo e Singapore, il Lamotte-Picquet raggiunse Saigon il 30 dicembre 1935. L'incrociatore alternò dispiegamenti nelle acque indocinesi a crociere di visita nei porti della Cina, del Giappone, di Hong Kong, delle Indie orientali olandesi e della Thailandia; con lo scoppio della seconda guerra sino-giapponese, l'incrociatore fu frequentemente dispiegato a Shangai per proteggere la locale concessione francese dagli scontri delle opposte fazioni.

### La seconda guerra mondiale
Dopo la dichiarazione di guerra della Francia alla Germania nazista il 3 settembre 1939, il Lamotte-Picquet fu impegnato nella scorta dei convogli di truppe e lavoratori indocinesi inviati verso la madrepatria e in pattugliamenti nelle acque delle Indie olandesi a caccia di mercantili tedeschi; la mancanza di adeguate strutture portuali per lavori di grande manutenzione iniziò tuttavia a limitare l'operatività della nave.
Dopo il crollo della Francia in seguito all'invasione tedesca del maggio-giugno 1940, la Thailandia iniziò ad avanzare con insistenza le sue pretese territoriali su varie zone di confine con l'Indocina francese, e il Lamotte-Picquet (la maggiore unità della Marine nationale rimasta nelle acque indocinesi) fu dislocato nella baia di Cam Ranh per prepararsi a operazioni nel golfo del Siam. Con l'inizio della guerra franco-thailandese nell'ottobre 1940, il comando francese iniziò a progettare un'incursione contro le unità della Marina thailandese dislocate nella base di Ko Chang al confine tra Thailandia e Cambogia; agli ordini del comandante del Lamotte-Picquet, capitano Régis Bérenger, una forza navale francese comprendente l'incrociatore, due avvisi e due cannoniere attaccò le navi thailandesi ferme all'ancora il 17 gennaio 1941: nella seguente battaglia di Koh Chang il Lamotte-Picquet contribuì con le sue artiglierie all'affondamento di due torpediniere e della corazzata costiera Dhonburi, una delle maggiori unità in servizio con la Marina thailandese.
Dopo che il Giappone, alleato della Thailandia, ebbe imposto una conclusione del conflitto sfavorevole ai francesi e una sostanziale occupazione dell'Indocina da parte delle sue forze, il Lamotte-Picquet ridusse notevolmente le sue attività operative: dopo accordi con i giapponesi, in settembre l'incrociatore fu messo brevemente in cantiere a Osaka ma anche in questo modo non fu possibile operare la sostituzione delle sue caldaie, ormai usurate dall'intenso uso, e alla fine del 1942 la nave fu di fatto posta in stato di semi-disarmo nel porto di Saigon senza più poter riprendere la navigazione in alto mare, svolgendo solo attività addestrative statiche.
Tra il 10 e il 20 gennaio 1945 la Task Force 38 della United States Navy lanciò una massiccia incursione aeronavale contro i porti del Mar cinese meridionale in mano ai giapponesi (operazione Gratitude); il 12 gennaio i velivoli delle portaerei statunitensi attaccarono il porto di Saigon: lo scafo immobile del Lamotte-Picquet fu preso di mira e ripetutamente centrato, affondando rapidamente; una pronta evacuazione dell'equipaggio limitò le vittime a una settantina di feriti tra francesi e indocinesi. Il relitto rimase a lungo nel punto dove colò a picco, e dopo la guerra fu in parte smantellato dagli stessi francesi tra il 1947 e il 1949 per fornire pezzi di ricambio al gemello Duguay Trouin durante il suo dislocamento in Indocina.